# Watulumbung
Watulumbung is een bestuurslaag in het regentschap Pasuruan van de provincie Oost-Java, Indonesië. Watulumbung telt 2915 inwoners (volkstelling 2010).